# Liste der Monuments historiques in Autheuil-en-Valois
Die Liste der Monuments historiques in Autheuil-en-Valois führt die Monuments historiques in der französischen Gemeinde Autheuil-en-Valois auf.

## Liste der Bauwerke
| Bezeichnung      | Beschreibung | Standort | Kennzeichnung | Schutzstatus | Datum | Bild           |
| ---------------- | ------------ | -------- | ------------- | ------------ | ----- | -------------- |
| Kirche St-Martin |              | (Lage)   | PA00114486    | Classé       | 1942  | weitere Bilder |

## Liste der Objekte
| Bezeichnung                | Beschreibung               | Standort                       | Kennzeichnung | Schutzstatus | Datum | Bild           |
| -------------------------- | -------------------------- | ------------------------------ | ------------- | ------------ | ----- | -------------- |
| Skulptur Madonna und Kind  | Stein, 17./18. Jahrhundert | in der Kirche St-Martin (Lage) | PM60004387    | Inscrit      | 1996  | weitere Bilder |
| Skulptur des heiligen Eloi | Holz, 16. Jahrhundert      | in der Kirche St-Martin (Lage) | PM60004388    | Inscrit      | 1996  |                |